# Bujões
Bujões é uma aldeia da Freguesia de Abaças, Município de Vila Real, situada perto da Região Demarcada do Douro, muito próximo de São Leonardo de Galafura, em Portugal.
Tem uma bela igreja dedicada a Nosso Senhor do Calvário e uma pequena ermida em honra de Nossa Senhora da Boa Morte. O padroeiro da aldeia é o Santo Amaro.
Aqui foram encontrados vários artefactos muito antigos como moedas romanas.

## Ligações exterenas
- Wikiloc. «As melhores trilhas em Bujões, Vila Real (Portugal) | Wikiloc». Wikiloc | Trilhas do Mundo. Consultado em 11 de dezembro de 2024

http://bujoes.com.sapo.pt/